# Fates Warning
Fates Warning er et amerikansk progressivt metalband, som blev dannet i 1983 af John Arch, Jim Matheos, Victor Arduini, Joe DiBiase, og Erik Svarrer i USA. Ofte betegnes bandet som en af de grupper, der har været med til at definere den progressive metalgenre sammen med blandt andet vennerne i Dream Theater. Guitaristen Jim Matheos er bandets primære komponist og sangskriver, og har skrevet langt størstedelen af bandets sange.

## Historie
I 1984 udkom Fates Warnings første album, Night on Bröcken, på selskabet Metal Blade Records, som siden har udgivet samtlige gruppens studiealbums. Året efter udsendtes Spectre Within, som havde en mere progressiv lyd end debuten. I 1986 forlod den originale guitarist Victor Arduini bandet og blev erstattet af Frank Aresti. Det tredje album, Awaken the Guardian, udkom i 1986. De tre første albums kredsede meget om et mytisk og konceptuelt tema og lyden var i høj grad inspireret af heavy metal-gruppen Iron Maiden.
I 1987 valgte forsangeren John Arch at forlade bandet, mens de arbejdede på deres næste album. Fates Warning fandt i Ray Alder en ny forsanger, og udgav i 1988 albummet No Exit i deres nye konstellation. Senere det år forlod den originale trommeslager Steve Zimmerman bandet og blev erstattet af Mark Zonder, som tidligere havde spillet i bandet Warlord.
Fates Warning slog igennem med deres 1989-udgivelse Perfect Symmetry, som ofte betegnes som gruppens mest afvekslende udgivelse. Ray Alder gør på dette album i høj grad brug af sin falsetstemme, hvilket han har nedtonet på senere udgivelser. Kevin Moore, som tidligere havde spillet i Dream Theater optrådte som gæst på albummet ved at spille keyboard på nummeret 'At Fate's Hands'. Kevin Moore har gæstet Fates Warning-albums adskillige gange, og han spiller nu sammen med Fates Warnings guitarist og hovedmand Jim Matheos i den progressive supergruppe O.S.I.
Bandet udgav i 1991 det velproducerede album Parallels, som introducerede Fates Warning i en mere poppet lyd. Forsangeren fra Dream Theater, James LaBrie, sang med på nummeret 'Life in Still Water'. Fates Warnings næste album, Inside Out fra 1994, fortsatte i samme stil som forgængeren Parallels, og tilføjede mere melodi til sangene.
I 1995 udgav bandet et opsamlingsalbum kaldet Chasing Time, som indeholdt to indtil da uudgivne sange. Året efter forlod både Joe DiBiase og Frank Aresti bandet.
De tre resterende medlemmer af bandet, Ray Alder, Jim Matheos og Mark Zonder, udgav i 1997 konceptalbummet A Pleasant Shade Of Gray. Joey Vera spillede bas på dette album, og Kevin Moore, som tidligere havde gæstet Fates Warning, spillede piano og keyboard. A Pleasant Shade Of Gray er bandets tungeste og mørkeste album i rent lydmæssig forstand, og adskiller sig klart fra andre udgivelser i bandets diskografi. Albummet udgøres af én lang sang som er delt op 12 dele.
I 2000 gæstede Vera og Moore endnu engang bandet, som udgav albummet Disconnected. Siden udgivelsen af dette album har Vera været fast bassist i gruppen.
Fates Warnings foreløbig seneste album hedder FWX og udkom i 2004. Trommeslageren Mark Zonder havde på forhånd udtalt, at dette ville blive hans sidste album med bandet, da han ønskede at beskæftige sig med andre ting. I 2005 forlod han derfor bandet.
Bandet udgav i 2005 en live dvd kaldet Live In Athens. Denne dvd blev også udgivet som et livealbum.
Siden udgivelsen af FWX har forsanger Ray Alder og guitarist Jim Matheos været aktive i diverse sideprojekter. Alder i bandet Redemption og Matheos i føromtalte O.S.I.

## Diskografi

### Studiealbums
- Night on Bröcken (1984)
- The Spectre Within (1985)
- Awaken the Guardian (1986)
- No Exit (1988) (Genudgivet i 2007)
- Perfect Symmetry (1989)
- Parallels (1991)
- Inside Out (1994)
- A Pleasant Shade of Gray (1997)
- Disconnected (2000)
- FWX (2004)
- Darkness in a Different Light (2013)
- Theories of Flight (2016)

### Andre udgivelser
- Chasing Time (opsamlingsalbum) (1995)
- Still Life (live) (1998)
- Live In Athens (live) (1998)
- The View from Here (2003)
- Live In Athens (2005)
- 2017: Awaken the Guardian Live (2017)
- Live Over Europe (2018)

## Medlemmer
- Ray Alder – Sang (1987-)
- Jim Matheos – Guitar (1982-)
- Joey Vera – Bas (2000-)

### Tidligere medlemmer
- Victor Arduini – guitar (1982-1986)
- John Arch – Sang (1982-1987)
- Chris Cronk – Sang (1987)
- Steve Zimmermann – trommer (1982-1988)
- Frank Aresti – guitar (1986-1996)
- Joe DiBiase – bas (1982-1996)
- Mark Zonder – trommer (1988-2005)

## Eksterne referencer
- Officiel hjemmeside Arkiveret 21. august 2013 hos  Wayback Machine